# إيفان كولاكوف
إيفان كولاكوف هو فنان ورسام روسي، ولد في 15 يوليو 1967.